# Shirley Cotton
Shirley Veronica Cotton (* 17. Oktober 1934; † 11. Juli 2022 in Sydney) war eine australische Leichtathletin.

## Karriere
Shirley Cotton belegte bei den Olympischen Sommerspielen 1956 im Diskuswurf-Wettkampf den 17. Platz.
Cotton starb im Alter von 87 Jahren an Krebs.